# Hello Kitty (canção de Avril Lavigne)
"Hello Kitty" é uma canção da artista musical canadense Avril Lavigne, gravada para seu quinto álbum de estúdio Avril Lavigne. Composta por Lavigne, Chad Kroeger e David Hodges, foi lançada como single promocional no território sul-coreano em 2013, conseguindo alcançar a posição 70 no país. Nos Estados Unidos alcançou a posição 75 na Billboard Hot 100.
A canção utiliza-se de technopop como estilo musical e sua produção foi influenciada pela obsessão de Avril Lavigne por produtos da marca japonesa Hello Kitty. Parte da imprensa especializada na música considerou o trabalho como "racista", recebendo críticas predominantemente negativas.

## Composição e produção
"Hello Kitty" foi escrita por Avril Lavigne, Chad Kroeger, David Hodges e Martin Johnson, enquanto que a canção foi produzida por Kroeer, Hodges, Brandon Paddock e Kyle Moorman. O single foi projetado por John Hanes e mixado por Serban Ghenea, com co-mixação de Paddick e Moorman.
Em uma entrevista ao site 4music, Lavigne descreveu a parceria com Kroeger: "Eu tenho uma canção chamada "Hello Kitty", que eu escrevi sobre a Hello Kitty, na qual sou obcecada, e é uma coisa muito divertida que eu nunca tinha feito antes. Ela [a canção] tem uma espécie de boa sensação parecida com uma canção eletrônica e é realmente diferente de minhas outras músicas.
Ao Digital Spy, Avril salientou que "Hello Kitty" apresenta um "tema e assunto interessantes". "Foi muito emocionante para mim", disse Avril. "Eu não quero que soe como qualquer coisa que eu tinha feito antes. Eu queria que soasse diferente, e acabei de contratar um novo produtor para me ajudar com isso." Questionada sobre se a música tem um duplo significado, ela respondeu: "Obviamente é paquera e um pouco sexual, mas é realmente sobre o meu amor pela Hello Kitty também!"
Para o site MuchMusic, Avril disse: "[a canção] tem uma vibração eletrônica, o que é muito diferente para mim e é a primeira vez que eu experimentei." Acrescentou: "Eu amo a Hello Kitty. Eu tenho uma obsessão [por ela], por isso que escrevi uma canção chamada "Hello Kitty". É muito divertida e fala sobre uma festa do pijama e o amor à "Hello Kitty".

## Vídeo musical

Captura de tela do clipe, onde mostra Avril com as dançarinas japonesas logo atrás.

O vídeo da canção "Hello Kitty" foi filmado em Tóquio, no Japão, e estreou no site oficial da cantora em 21 de abril de 2014. Ele foi removido de seu canal no YouTube em meio a críticas de que era culturalmente insensível e desrespeitoso. Embora que um porta-voz oficial tenha afirmado que o vídeo não tenha sido relançado e republicado oficialmente naquela quarta-feira, foi recolocado em seu canal oficial VEVO/YouTube em 23 de abril. Em uma semana foi visto mais de 12 milhões de vezes.
Durante a maior parte do clipe, Avril Lavigne se encontra desfilando com quatro mulheres japonesas idênticas atrás dela, fazendo movimentos de dança, em locais como um quarto, uma loja de doces e na rua. O vídeo também mostra Lavigne tocando guitarra, usando óculos, comendo sushi, acenando para os admiradores e tendo uma única fotografia, usando luvas que estão emparelhadas com extensões de cabelo e um tutu cor de rosa coberto de biscoitos tridimensionais.
O clipe foi indicado ao prêmio da MTV Europe Music Awards em 2014 na categoria Best Canadian Act.

## Controvérsias e recepção crítica
| Críticas profissionais | Críticas profissionais |
| Avaliações da crítica  | Avaliações da crítica  |
| Fonte                  | Avaliação              |
| ---------------------- | ---------------------- |
| Billboard              | Negativo               |
| The Independent        | Negativo               |
| Kotaku                 | Neutro                 |

Ao lançar o clipe no YouTube, Avril recebeu críticas predominantemente negativas, considerando o trabalho como "racista". O crítico da revista Billboard, o jornalista Jason Lipshutz, acusou a cantora de racismo contra a cultura japonesa, afirmando a respeito de "Hello Kitty": "é uma vergonha em qualquer língua. Durante a maior parte do clipe, a canadense se encontra desfilando com quatro mulheres asiáticas iguais em sua aparência, sem apresentar qualquer expressão, fazendo movimentos de dança tediosamente genéricos". Jason também fez boas críticas do quinto álbum de estúdio de Avril e ele espera que o próximo clipe seja melhor.
Avril se defendeu das críticas e disse em sua conta no Twitter: "RACISTA??? LOLOLOL!!! Eu amo a cultura japonesa e passo metade do tempo no Japão. Viajei para Tóquio para gravar esse clipe especialmente para meus fãs do Japão, com meu selo japonês, coreógrafos japoneses e um diretor que também é do Japão", afirmou a cantora.
Além do clipe, a Billboard também avaliou a canção, afirmando que "Hello Kitty" é a canção mais fraca de todo o disco e o clipe é mais repugnante que a música". Salienta que "Avril no vídeo tenta não fazer nada. A preguiça pode ser demonstrada nos primeiros 21 segundos do clipe, durante os quais Lavigne mantém uma pilha de pelúcia de cupcakes, agita os quadris, olha para os cupcakes, salta os ombros, e depois, quando ela canta "Someone chuck a cupcake at me"… joga os cupcakes falsos para a câmera, e seu movimento labial não correspondia as palavras do clipe". E finaliza que é esperado que Avril faça algo melhor e não termine o quinto álbum de estúdio com essas canção e clipe.
O site The Independent avaliou negativamente a canção e principalmente o clipe, afirmando que a direção parece estar desequilibrada, e mostrou um clipe do grupo Babymetal dizendo como que se faz um clipe ao estilo japonês.
O site japonês Kotaku, que é focado em videogames e cultura japonesa, considerou o clipe "superficial e não racista" e afirma que "nada mostrado no clipe é verdadeiramente falso sobre o Japão, desde as roupas e as cores dos lugares, ao chef de sushi preparando mecanicamente a comida de Lavigne."

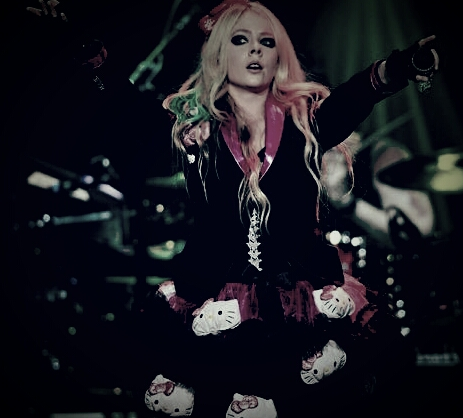
Lavigne cantando ′′Hello Kitty′′ na The Avril Lavigne Tour.

Hiro Ugaya, jornalista e comentarista da Billboard no Japão, comentou sobre o vídeo afirmando: "Eu suponho que a visão cultural fora da mídia de massa é sempre diferente da realidade", diz Ugaya, reconhecendo que a cultura pop irá reduzir qualquer coisa. "Quando você está tentando alcançar a maioria dos consumidores, as imagens tendem a ser um dominador comum." Nobuyuki Hayashi, tecnóloga e especialista em mídias sociais de Tóquio, concorda com essa opinião: "Pesquisas na Twittersphere em japonês mostram uma blogosfera em que a maioria das reações foram favoráveis", diz ela, acrescentando: "As pessoas que estão culpando a artista por racismo não são japonesas, enquanto que a maioria dos japoneses não está considerando isso como racismo."
Frank Takeshita, diretor da "Live Nation Japão", observa que outros artistas poderiam ter pego menos críticas por um vídeo deste tipo. "Esta é uma imagem ruim do estilo "punk" de Avril, e é por isso que as pessoas podem pensar que poderia estar fazendo o divertimento da cultura japonesa", afirma ele, acrescentando que a Sanrio, empresa que criou a linha Hello Kitty, deve ter aprovado o uso da imagem do famoso gato. "Se Katy Perry tivesse feito este vídeo, eu não acho que ninguém diria nada." Na verdade, Perry teria experimentado uma reação semelhante a quando se apresentou no 2013 no American Music Awards, em pleno traje da gueixa. À época, disse Johnny Wujek, estilista de Perry: "Katy e eu amamos o Japão... Há tanta coisa visualmente agradável que queríamos tentar englobar quase como um tributo".
Em entrevista ao site canadense Toronto Sun, Avril diz que: "Está muito claro que eu não estou fazendo nada de inapropriado ou errado, e que amo o Japão e adoro sua cultura", acrescentando que seu maior market share de música é o Japão. "Eu escrevi essa música com letras em japonês por causa da minha experiência por lá. Eu amo esse país e eu fui lá e gravei o clipe da canção com um diretor japonês. E Tóquio é uma das minhas cidades favoritas do mundo. Eu amo a cultura... Eu acho que qualquer um que leu essas coisas provavelmente acha." O site completa afirmando que "o que quer seja, ela só fez um videoclipe".

## Faixas e formatos
| Download digital |               |                                                           |         |  |
| N.º              | Título        | Compositor(es)                                            | Duração |  |
| 1.               | "Hello Kitty" | Avril Lavigne, Chad Kroeger, David Hodges, Martin Johnson | 3:18    |  |

## Desempenho nas tabelas musicais
Na Coreia do Sul o single vendeu 4 038 cópias em sua primeira semana. Nos Estados Unidos, foram mais de 5 mil. Mesmo o single não tendo sido oficialmente lançado no país, ele apareceu na Billboard Hot 100 na posição 75, devido ao alto número de visualizações do clipe no You Tube, segundo a Nielsen SoundScan. No Japão, alcançou a posição 82 na Billboard Japan.
| País/Parada (2014)                             | Melhor posição |
| ---------------------------------------------- | -------------- |
| Coreia do Sul - Gaon Music International Chart | 70             |
| Estados Unidos - Billboard Hot 100             | 75             |
| Japão - Billboard Japan                        | 82             |